# ESNA European Higher Education News

ESNA o ESNA European Higher Education News (en español ESNA Noticias de educación superior europea), es una agencia de noticias en línea independiente. Con sede en Berlín, su red periodística ofrece noticias e información de servicio en el área de la educación superior y la investigación. Entre las principales actividades de ESNA se encuentran: reseñas de prensa y cobertura de noticias en varios idiomas, dosieres, reseñas de libros, monitorización de las políticas de investigación, calendario de conferencias, reportajes, periodismo audiovisual y traducciones.

## Historia
ESNA es la evolución del LETSWORK Periódico para el trabajo de los estudiantes, una publicación trimestral que apareció por primera vez en 1999 de la mano de la agencia de trabajo del estudiante en Berlín, TUSMA. Esta agencia proporcionaba entonces trabajo a unos 20.000 estudiantes internacionales e inició LETSWORK como un canal intercultural de asesoramiento a estos sobre leyes de inmigración y laborales.
En 2002 LETSWORK se convirtió en WORK|OUT European Students Review, publicada por la asociación cultural Letswork e. V. y con sede en Berlín. Esta nueva revista publicaba noticias en varios idiomas en ciudades con sede universitaria de Alemania, Francia, Italia, Polonia o España, además de organizar conferencias y eventos culturales en Italia y Alemania.
En 2004 y 2005 WORK|OUT ganó en las categorías impresa y multimedia el Premio Palinsesto Italia. Y en 2006 fue reconocida como una de las diez mejores revistas universitarias de Alemania. Ese mismo año aparece Europe for Students (EforS), una publicación surgida de WORK|OUT y diseñada para conectar a los estudiantes europeos entre sí. EforS fue galardonada como mejor página web por los Campus Press Award tras siete meses de actividad.
Desde 2019, ESNA ha puesto en marcha el proyecto "Universidades Unidas de Europa" o UUU; documenta el desarrollo de las Alianzas Universitarias Europeas, el Espacio Europeo de Educación Superior y el Espacio Europeo de Investigación.

## Descripción
La red profesional de ESNA está formada por jóvenes periodistas especializados en el seguimiento y análisis de la educación superior europea, así como de su desarrollo, conferencias y eventos relacionados. Los asuntos tratados por ESNA, entre otros, son: el “Espacio Europeo de Educación” y la Iniciativa “Universidades Europeas”, clasificaciones académicas de universidades, el reclutamiento de estudiantes internacionales, la globalización o la investigación en educación superior. Es decir, concentra su foco en los sistemas de educación terciaria, políticas y reformas, financiación de la educación superior y el proceso de liberalización. Su foco también cubre la política de la Unión Europea y el desarrollo del Plan Bolonia. Por último ESNA está particularmente interesada en mostrar las barreras sociales y financieras para la participación, movilidad académica y diálogo intercultural en la educación superior.

## Red de trabajo y actividades
ESNA dispone de una red profesional repartida por toda Europa. Actualmente esta red actúa a cuatro niveles:
- Oficina editorial en Berlín
- Corresponsales/periodistas
- Red de analistas especializados
- Colaboración con otras organizaciones y medios de comunicación

La creación de redes de contactos y la implicación del lector también forman parte del modo de trabajar de ESNA. Además, a través de la organización y moderación de conferencias la agencia se implica de forma activa en la comunidad científica y, por último, oferta períodos de prácticas por dos años para estudiantes y graduados internacionales.

## Posicionamiento político
ESNA es un observador periodístico independiente con la meta de publicar información objetiva. La agencia traduce informaciones de otras lenguas al inglés y al alemán para facilitar el acceso a informaciones relevantes sobre educación superior europea y política científica.
En abril de 2005, la predecesora de ESNA, WORK|OUT, organizó una conferencia sobre censura y libertad de prensa en la Universidad Iuav de Venecia. En dicha conferencia Peter Preston, entonces editor del diario británico The Guardian, pronunció unas palabras que sirvieron de inspiración a los trabajadores de ESNA para continuar con su labor: "Es ese poco que los padres fundadores de Europa dejaron fuera. Estamos construyendo un edificio de libertad, grande y nuevo, pero estamos dejando fuera una prensa libre que registre las luces y las sombras de ese crecimiento. Esto ha de ser entonces abordado desde cero, basado en contactos e ilusiones individuales. Tenemos que empezar a construir nuestra propia opinión pública y el momento es ahora."